# Guazuma
Guazuma  es un género de plantas con flores con 7 especies perteneciente a la familia de las  Malvaceae. Es originario de Centroamérica. 

## Descripción
Son árboles que alcanzan un tamaño de 4–7 (–20) m de alto, con tallos velutinos, con tricomas estrellados amarillentos; plantas hermafroditas. Hojas simples, oblongo-lanceoladas, a veces asimétricas, 8.5 (–16) cm de largo y 3.5 (–7) cm de ancho, aserradas, velutinas a pubescentes, con tricomas estrellados y simples. Cimas axilares multifloras, flores actinomorfas; cáliz reflexo, 2–3 partido; pétalos 5, amarillos, uña cuculada, adosada al tubo estaminal, lámina linear, bífida y ondulada; tubo estaminal campanulado, estambres 15, en 5 haces 3-anteríferos; estaminodios 5, alternipétalos; carpelos 5, estilo simple, estigma agudo. Cápsula elipsoide o subesférica, 18–25 mm de largo y 14–22 mm de ancho, leñosa, tuberculada, indehiscente, polisperma.

## Taxonomía
El género fue descrito por Philip Miller y publicado en The Gardeners Dictionary...Abridged...fourth edition en el año 1754. (28 Jan 1754). La especie tipo es Guazuma ulmifolia Lam.

## Especies
| - Guazuma burbroma - Guazuma coriacea - Guazuma crinita - Guazuma guazuma | - Guazuma longipedicellata - Guazuma tomentosa - Guazuma ulmifolia |